# Ribeira Rebordelo
A ribeira Rebordelo é uma ribeira de Portugal, pertencente à bacia hidrográfica do rio Este.
Pertence à região hidrográfica do Cávado, Ave e Leça.
Tem um comprimento aproximado de 6,3 km e uma área de bacia de aproximadamente 11,4 km².